# Omer Hoffman
Omer Hoffman (data i miejsce urodzenia oraz śmierci nieznane) – belgijski gimnastyk, medalista olimpijski.
W 1920 r. reprezentował barwy Belgii na letnich igrzyskach olimpijskich w Antwerpii, zdobywając brązowy medal w ćwiczeniach z przyrządem drużynowo. 